# Баварски имперски окръг
Баварският имперски окръг (на немски: Bayerischer Reichskreis) е един из имперските окръзи на Свещената Римска империя.
Водещото териториално образувание в окръга е Бавария, чийто курфюрст в края на 18 век успява да включи на практика в състава на своите владения почти всички други светски земи. Сред църковните владения най-голямото и най-влиятелно е Залцбургската архиепископия, която след секуларизацията от 1803 г. става отделно курфюрство. Баварският имперски окръг включва и свободния град Регенсбург (другият свободен град Донаувьорт през 1607 г. е присъединен към Бавария).

## Състав на окръга
В края на 18 век, в състава на окръга влизат следните територии:
| Територия                  | Вид владение    | Принадлежност към 1792 г. | Секуларизация/медиатизация                                  | Принадлежност след 1815 г. |
| -------------------------- | --------------- | ------------------------- | ----------------------------------------------------------- | -------------------------- |
| Църковни земи              |                 |                           |                                                             |                            |
| Залцбург                   | Архиепископство | Независимо                | Секуларизирано през 1803 г., от 1803 – 1805 г. е курфюрство | Австрийска империя         |
| Пасау                      | Епископство     | Независимо                | Секуларизирано през 1803 г. от Залцбург                     | Бавария                    |
| Регенсбург                 | Епископство     | Независимо                | Секуларизирано през 1803 г., от 1805 г. е курфюрство        | Бавария                    |
| Фрайзинг                   | Епископство     | Независимо                | Секуларизирано през 1803 г. от Бавария                      | Бавария                    |
| Берхтесгаден               | Пробство        | Независимо                | Секуларизирано през 1803 г. от Залцбург                     | Австрийска империя         |
| Нидермюнстер ин Регенсбург | Абатство        | Квазидържава              | Секуларизирано през 1803 г. от Регенсбург                   | Бавария                    |
| Обермюнстер ин Регенсбург  | Абатство        | Квазидържава              | Секуларизирано през 1803 г. от Регенсбург                   | Бавария                    |
| Санкт-Емерам               | Абатство        | Квазидържава              | Секуларизирано през 1803 г. от Регенсбург                   | Бавария                    |
| Светски земи               |                 |                           |                                                             |                            |
| Бавария                    | Курфюрство      | Независимо                | Независимо                                                  | Независимо                 |
| Пфалц-Нойбург              | Херцогство      | Бавария (от 1777 г.)      | Бавария (от 1777 г.)                                        | Бавария (от 1777 г.)       |
| Пфалц-Зулцбах              | Херцогство      | Бавария (от 1777 г.)      | Бавария (от 1777 г.)                                        | Бавария (от 1777 г.)       |
| Льойхтенберг               | Ландграфство    | Бавария (от 1770 г.)      | Бавария (от 1770 г.)                                        | Бавария (от 1770 г.)       |
| Ортенбург                  | Графство        | Независимо                | Предадено през 1803 г. на Бавария                           | Бавария                    |
| Хааг                       | Графство        | Бавария (от 1567 г.)      | Бавария (от 1567 г.)                                        | Бавария (от 1567 г.)       |
| Щьорнщайн                  | Графство        | Независимо                | Медиатизирано през 1803 г. от Бавария                       | Бавария                    |
| Брайтенбрун                | Сеньория        | Независима                | Присъединено през 1792 г. към Бавария                       | Бавария                    |
| Хоенвалдек                 | Сеньория        | Бавария (от 1736 г.)      | Бавария (от 1736 г.)                                        | Бавария (от 1736 г.)       |
| Оберзулцбург и Пирбаум     | Сеньория        | Бавария                   | Бавария                                                     | Бавария                    |
| Щауфен-Еренфелс            | Сеньория        | Бавария (от 1777 г.)      | Бавария (от 1777 г.)                                        | Бавария (от 1777 г.)       |
| Свободни градове           |                 |                           |                                                             |                            |
| Регенсбург                 | Свободен град   | Независим                 | Присъединен през 1803 г. към княжество Регенсбург           | Бавария                    |